# 일요일은 101%
《일요일은 101%》는 2003년 11월 9일부터 2004년 10월 31일까지 KBS 2TV에서 방송되었던 프로그램이다.

## 역사
《슈퍼TV 일요일은 즐거워》의 후속 프로그램으로 기획된 《일요일은 101%》는 2003년 11월 9일 첫 방송을 시작하였으나, 기대에 미치지 못하는 반응을 얻으며 순조로운 출발을 하지 못했다. 프로그램 초반에는 공익적 성격의 콘텐츠를 포함하여 시청자에게 의미 있는 메시지를 전달하고자 했으나, 경쟁사 예능 프로그램에 비해 오락적 요소가 부족하다는 평가를 받았다.
이에 따라 제작진은 포맷을 개편하여 웃음을 중심으로 한 예능 형식으로 전환하였으나, 시청률 부진을 극복하지 못하고 지속적인 하락세를 보였다. 2004년에는 다양한 코너가 추가되었음에도 불구하고 시청자들의 관심을 끌지 못해 점차 인기가 감소하였다. 주요 코너로는 〈안녕하세요〉, 〈꿈의 피라미드〉, 〈골목의 제왕〉, 〈삼진트리오의 집으로〉, 〈대국민 국민버라이어티 출장송〉, 〈여걸파이브〉, 〈대결 흑과 백〉, 〈열혈남아〉, 〈후아유〉, 〈두 개의 탑〉, 〈슈퍼챔피언〉 등이 있었다.
그러나 2004년 9월 13일 〈골목의 제왕〉 코너 녹화 도중 성우 장정진이 가래떡을 먹던 중 질식하는 사고가 발생하였고, 이후 병원에서 치료를 받던 중 같은 해 10월 11일 사망에 이르렀다. 이 사고는 큰 사회적 파장을 일으켰으며, 예능 프로그램에서 가학적이거나 무리한 설정을 통해 웃음을 유도하는 방식에 대한 강한 비판이 제기되었다.
결국 KBS 예능본부는 공식 사과문을 발표하였고, 해당 프로그램은 폐지 수순을 밟았다. 이후 후속으로 새로운 예능 블록 프로그램인 《해피선데이》가 편성되었다.

## 주요 코너
- 안녕하세요 (진행 : 김국진, 지석진, 서민정)

외국 대학을 찾아 가서 한국어와 한국문화를 알리고, 우수 학생에게 한국관광상품권과 한국 소재 대학교의 장학금을 수여하는 코너이다.
- 꿈의 피라미드 (진행 : 이혁재, 유정현)

26회 방송분부터 독립편성(일요일 오전 10시 50분)되었으며 공동 MC 유정현 아나운서가 친정이던 SBS를 떠나 KBS로 둥지를 옮긴 뒤 처음으로 타방송사 프로그램 진행을 맡았다.
- 골목의 제왕 (진행 : 강병규, 이혁재)
- 삼진트리오의 집으로 (진행 : 김국진, 지석진, 이성진)
- 대국민 국민버라이어티 출장송 (진행 : 이혁재, 지석진, 쥬얼리, UN)
- 여걸파이브

해당 프로그램이 폐지된 후에 후속작인 해피선데이 코너로 편성되었는데 가학적 표현(남자 연예인이 답을 맞히지 못하면 여자출연자들이 소나기 세례를 받는 벌칙게임 등)이 위험 수위를 넘나들 수 있다는 논란의 소지가 꽤 많았다.
- 대결 흑과 백 (진행 : 강병규, 이혁재)
- 열혈남아 (진행 : 지석진)
- 후아유 (진행 : 강병규, 이혁재, 이지현)
- 두 개의 탑 (진행 : 강병규, 유정현, 전혜빈)
- 슈퍼챔피언 (진행 : 강병규, 박정아, 서민정)

## 타이틀 변천사
| 타이틀                  | 방송 기간                          |
| ----------------------- | ---------------------------------- |
| 톱스타 인생극장         | 1994년 10월 16일 ~ 1995년 2월 18일 |
| 슈퍼선데이              | 1995년 2월 26일 ~ 1998년 2월 15일  |
| 슈퍼 TV 일요일은 즐거워 | 1998년 2월 22일 ~ 2003년 11월 2일  |
| 일요일은 101%           | 2003년 11월 9일 ~ 2004년 10월 31일 |
| 해피선데이              | 2004년 11월 7일 ~ 2019년 4월 21일  |

## 방송 사고 및 결과

### 장정진 성우의 사망사고
- 2004년 9월 13일 : '골목의 제왕'코너 녹화 도중 故 장정진(성우)씨가 떡을 먹다가 질식사하는 사고가 있었으며, 이 사건으로 인해 해당 프로그램이 완전 폐지되었다.(방송 사고 이후 해당 프로그램은 폐지되었고 이후 관련자들은 모두 제명되었지만 담당 PD였던 최재형 PD는 제명되기는커녕 다른 프로그램의 PD를 맡게 되었다.)

2004년 9월 13일 당시 서울 강서구에 있는 KBS 88체육관(현재의 KBS 스포츠월드)에서 일요일은 101% 녹화촬영이 있었는데 마침 추석명절을 앞둔 때여서 추석특집 방송을 위해 장정진을 비롯해 1996년 애틀랜타올림픽 레슬링 금메달 리스트 심권호가 출연하였다.
사고는 골목의 제왕 코너를 녹화촬영을 하고 있을 때 가래떡을 먹는 대결이 발단이 되었는데 실제로 가래떡은 부드럽지만 나중에 시간이 지나면 딱딱해지는 성질이 있는데다가 굵직한 크기 때문에 씹어서 먹지 않으면 목에 걸릴 위험이 있을 수 있는 음식이었다. 바로 이 가래떡을 장정진 본인이 입 속에 넣으며 먹던 중 그만 떡의 끝부분이 목을 관통하여 기도를 막아버리는 바람에 질식하는 사태가 벌어졌고 이 때까지는 장정진 본인도 괜찮다며 녹화방송을 중지하고 화장실로 급히 이동하였다고 한다. 그러나 심권호가 심상치 않다는 것을 눈치채었지만 이미 때는 늦었으며 결국 증상이 악화되어 서울 이대목동병원으로 긴급후송되었다. 이후 병원에서 뇌사상태로 있다가 증세가 심하게 악화되어서 중환자실로 급히 이송되었지만 결국 2004년 10월 11일에 향년 51세로 운명하였다. 사고가 일어난지 딱 한달만의 일이었다.
장례는 서울 여의도 KBS 본관 현관 앞에서 KBS 성우극회장으로 열렸으며 장례위원장은 성우 김환진이 맡았고 충청남도 천안시 천안공원묘지에 안장되었다.
당시 KBS 성우극회 극회장이었던 김환진 성우는 조사(弔辭)를 통해 국내성우들이 어렵고 힘든 시절을 겪었지만 서로를 위로하며 함께 이겨왔고 한 평생 방송만 알고 지내온 고인을 가슴에 묻는 심정이라는 애도성명을 밝혔다. 장정진 성우와 동기 성우인 성우 안경진씨는 그의 귀엽고 호탕한 진실된 행동 하나하나가 눈에 선하다며 비통함을 밝혔다.
고인의 담당의사로 있었던 서울 이대목동병원 김용재 신경외과 교수는 고인이 한동안 뇌사상태에 계시다가 편안히 눈을 감으며 운명하셨다는 소견을 밝혔다.
결국 KBS 예능본부는, 장정진씨 사망사고에 대하여 공식 사과문을 발표하고 이에 대한 조치로 일요일은 101% 프로그램을 폐지하는 한편 후속 프로그램으로 해피선데이를 대체 신설하였다.

#### 사과문
삼가 머리 숙여 고인의 명복을 빕니다.
성우 장정진 씨(51)가 11일(월) 오후 6시 23분쯤 그동안 입원 중이던 서울 이대목동병원 중환자실에서 ''다발성 장기부전에 의한 심장정지''로 별세하셨습니다.
고인의 영결식은 오는 15일(금) 오전 9시에 서울 여의도 KBS 본관 정 현관 앞에서 KBS 성우극회 장으로 치러지며 장지는 충남 천안공원입니다.
故 장정진 씨는 지난달 13일 오후 7시쯤 서울 등촌동 88체육관에서 진행된 KBS 2TV ''일요일은 101%'' 추석 특집 편 녹화 도중 소품용 떡이 기도에 걸리면서 호흡곤란을 일으켜 혼수상태에 빠졌습니다. 
한 달 가까이 회생 의지를 불태워온 장정진 씨를 지켜보며 KBS 임직원 일동은 그동안 모두가 한마음으로 그가 병상에서 일어나기를 간절히 기원했지만 끝내 부음을 접하고 가슴 저미는 안타까움을 금하지 못하고 있습니다. 
더욱이 1977년 KBS 성우 15기로 입사한 이후 KBS의 프로그램인 ''추적 60분''과 ''폭소클럽'', ''달려라 하니''의 홍두깨 선생 역할 등에서 뛰어난 음성 연기를 통해 프로그램을 빛내주신 점을 기억하고 있는 우리는 성우 계의 큰 별을 잃었다는 점에서 더욱 더 큰 슬픔을 느끼고 있습니다.
KBS는 이번 사고의 책임을 통감하며 고인의 가족과 국민 여러분께 깊은 사죄의 말씀을 드립니다.
KBS는 뼈를 깎는 반성 속에서 이번 일을 거울삼아 모든 프로그램의 제작 과정에서 출연자의 안전을 최우선하도록 제작 방향을 개선해 왔으며 앞으로 더욱 노력할 것을 다짐합니다.

KBS는 ''일요일은 101%'',''골목의 제왕''코너는 폐지하고 대신에 안전사고의 위험이 없는 신 개념의 퀴즈 쇼 ''흑과 백''을 방송하고 있습니다.  
또 ''열혈남아'' 코너의 경우 특전사 체험 등과 같은 출연자의 안전사고 가능성이 조금이라도 있는 아이템은 폐지하고, 위험이 전혀 없는 ''동물원 체험'' 등의 아이템으로 바꿔 제작하고 있습니다.
아울러 KBS는 대형 오락 프로그램 및 안전사고가 발생할 우려가 있는 프로그램 제작 시에는 안전요원과 의료진 배치를 의무화했습니다. 이밖에 프로그램 기획 단계에서부터 위험 요소를 미리 제거할 수 있도록 ''사전 기획 점검제''를 도입해 실시하고 있습니다.  
KBS는 보상문제와 관련해 보험금 지급 이외에 별도의 보상이 필요하다는 입장을 갖고 있으며 고인의 명예와 유족들의 아픔을 감안하여 성실하게 협의에 임할 것입니다. 
KBS는 앞으로 예능 프로그램 제작 시 건전한 웃음을 담을 수 있도록 최대한의 노력을 기울일 것을 약속드리고 다시 한 번 고인의 영전에 삼가 조의를 표하면서 슬픔에 잠겨 있는 유족들에게 가슴으로부터 우러나오는 애도의 말씀을 전합니다.— KBS 한국방송공사, 제작진 일동

## 특이 사항
- 원본 영상은 로스트 미디어가 되었기 때문에 일부만 현존한다.

## 같이 보기
- 슈퍼 TV 일요일은 즐거워
- 해피선데이